# 阿什凯隆海水淡化厂
亚实基伦海水淡化厂是以色列阿什凯隆的一座海水淡化工厂，2005年建成投产，是当时世界最大的海水淡化工厂，该厂通过采用逆渗透技术将海水净化为饮用水提供给以色列的全国供水系统。亚实基伦海水淡化厂由IDE公司持有，2005年每年向以色列国家水务公司供应2400万立方米的淡水，现在每年为1亿1800万立方米。预计2030年收归以色列国有。